# 湯の瀬温泉 (岡山県)
湯の瀬温泉（ゆのせおんせん）は、岡山県加賀郡吉備中央町豊岡下にある温泉である。

## 泉質
- アルカリ性単純温泉
- 泉温　29℃
- ヌルヌルした触感で、ほのかに硫黄臭が香る。源泉温度が低いため、加温している。

## 温泉地
吉備高原の山あいに、一軒宿の「湯の瀬温泉」が立地している。浴室は内湯のみで、日帰り入浴可能。
猪肉や川魚を使った料理を提供している。旅館の裏手には、豊岡川が流れている。近くには、小森温泉がある。

## 歴史
1921年（大正10年）、開湯とともに、創業。

## アクセス
- JR山陽本線岡山駅からバスで70分。

- 岡山自動車道賀陽IC下車約25分。